# Leichtathletik-Weltmeisterschaften 1991/Teilnehmer (Deutschland)
| Goldmedaillen | Silbermedaillen | Bronzemedaillen |
| ------------- | --------------- | --------------- |
| 5             | 4               | 8               |

Nach der Wiedervereinigung nahm Deutschland 1991 erstmals mit einem gesamtdeutschen Team an Leichtathletik-Weltmeisterschaften teil und entsandte⁣ mindestens 47 Teilnehmerinnen und 44 Teilnehmer in die japanische Hauptstadt Tokio.

## Medaillen
Mit fünf gewonnenen Gold-, vier Silber- und acht Bronzemedaillen belegte das deutsche Team Platz 3 im Medaillenspiegel.
 Gold
- Sabine Braun: Siebenkampf
- Heike Henkel: Hochsprung
- Katrin Krabbe: 100 m
- Katrin Krabbe: 200 m
- Lars Riedel: Diskuswurf

 Silber
- Grit Breuer: 400 m
- Heike Drechsler: Weitsprung
- Petra Meier: Speerwurf
- Ilke Wyludda: Diskuswurf

 Bronze
- Katrin Dörre: Marathon
- Hauke Fuhlbrügge: 1500 m
- Hartwig Gauder: 50 km Gehen
- Silke Renk: Speerwurf
- Christian Schenk: Zehnkampf
- Heinz Weis: Hammerwurf
- Grit Breuer, Katrin Krabbe, Sabine Richter und Heike Drechsler: 4 × 100-m-Staffel
- Uta Rohländer, Katrin Krabbe, Christine Wachtel, Grit Breuer, Annett Hesselbarth (V) und Katrin Schreiter (V): 4 × 400-m-Staffel

## Ergebnisse

### Männer

#### Laufdisziplinen
| Athlet                                                                    | Disziplin        | Vorlauf         | Vorlauf         | Viertelfinale      | Viertelfinale      | Halbfinale         | Halbfinale         | Finale                  | Finale                  |
| Athlet                                                                    | Disziplin        | Zeit            | Platz           | Zeit               | Platz              | Zeit               | Platz              | Zeit                    | Platz                   |
| ------------------------------------------------------------------------- | ---------------- | --------------- | --------------- | ------------------ | ------------------ | ------------------ | ------------------ | ----------------------- | ----------------------- |
| Steffen Bringmann                                                         | 100 m            | 10,47 s         | 30              | nicht qualifiziert | nicht qualifiziert | –––                | –––                | –––                     | –––                     |
| Jens Carlowitz                                                            | 400 m            | 45,78 s         | 7               | 45,68 s            | 14                 | nicht qualifiziert | nicht qualifiziert | –––                     | –––                     |
| Joachim Dehmel                                                            | 800 m            | 1:46,24 min     | 5               |                    |                    | 1:47,91 min        | 13                 | nicht qualifiziert      | nicht qualifiziert      |
| Hauke Fuhlbrügge                                                          | 1500 m           | 3:38,65 min     | 6               |                    |                    | 3:41,41 min        | 8                  | 3:35,28 min             | Bronze                  |
| Jens-Peter Herold                                                         | 1500 m           | 3:41,21 min     | 11              |                    |                    | 3:41,23 min        | 6                  | 3:35,37 min             | 4                       |
| Dieter Baumann                                                            | 5000 m           | 13:54,07 min    | 7               |                    |                    |                    |                    | 13:28,67 min            | 4                       |
| Stéphane Franke                                                           | 10.000 m         | 28:30,13 min    | 17              |                    |                    |                    |                    | 28:20,00 min            | 12                      |
| Konrad Dobler                                                             | Marathon         |                 |                 |                    |                    |                    |                    | 2:19:01 h               | 10                      |
| Stephan Freigang                                                          | Marathon         |                 |                 |                    |                    |                    |                    | 2:23:13 h               | 18                      |
| Jörg Peter                                                                | Marathon         |                 |                 |                    |                    |                    |                    | Wettkampf nicht beendet | Wettkampf nicht beendet |
| Mike Fenner                                                               | 110 m Hürden     | 13,78 s         | 25              |                    |                    | nicht qualifiziert | nicht qualifiziert | –––                     | –––                     |
| Dietmar Koszewski                                                         | 110 m Hürden     | 13,67 s         | 16              |                    |                    | nicht qualifiziert | nicht qualifiziert | –––                     | –––                     |
| Florian Schwarthoff                                                       | 110 m Hürden     | 13,39 s         | 5               |                    |                    | 13,41 s            | 6                  | 13,41 s                 | 7                       |
| Michael Grün                                                              | 400 m Hürden     | 50,30 s         | 24              |                    |                    | nicht qualifiziert | nicht qualifiziert | –––                     | –––                     |
| Olaf Hense                                                                | 400 m Hürden     | 50,44 s         | 25              |                    |                    | nicht qualifiziert | nicht qualifiziert | –––                     | –––                     |
| Carsten Köhrbrück                                                         | 400 m Hürden     | 50,88 s         | 29              |                    |                    | nicht qualifiziert | nicht qualifiziert | –––                     | –––                     |
| Hagen Melzer                                                              | 3000 m Hindernis | 8:28,56 min     | 15              |                    |                    |                    |                    | 8:45,58 min             | 12                      |
| Wolfgang Haupt, Steffen Bringmann, Steffen Görmer und Florian Schwarthoff | 4 × 100 m        | disqualifiziert | disqualifiziert |                    |                    |                    |                    | –––                     | –––                     |
| Klaus Just, Rico Lieder, Norbert Dobeleit und Jens Carlowitz              | 4 × 400 m        | 3:00,17 min     | 5               |                    |                    |                    |                    | 3:00,75 min             | 6                       |
| Robert Ihly                                                               | 20 km Gehen      |                 |                 |                    |                    |                    |                    | 1:20:52 h               | 6                       |
| Axel Noack                                                                | 20 km Gehen      |                 |                 |                    |                    |                    |                    | 1:21:35 h               | 11                      |
| Ronald Weigel                                                             | 20 km Gehen      |                 |                 |                    |                    |                    |                    | 1:22:18 h               | 16                      |
| Hartwig Gauder                                                            | 50 km Gehen      |                 |                 |                    |                    |                    |                    | 3:55:14 h               | Bronze                  |
| Torsten Trampeli                                                          | 50 km Gehen      |                 |                 |                    |                    |                    |                    | 3:27:23 h               | 19                      |
| Ronald Weigel                                                             | 50 km Gehen      |                 |                 |                    |                    |                    |                    | Wettkampf nicht beendet | Wettkampf nicht beendet |

#### Sprung-/Wurfdisziplinen
| Athlet            | Disziplin      | Qualifikation | Qualifikation | Finale             | Finale             |
| Athlet            | Disziplin      | Weite/Höhe    | Platz         | Weite/Höhe         | Platz              |
| ----------------- | -------------- | ------------- | ------------- | ------------------ | ------------------ |
| Bernhard Zintl    | Stabhochsprung | 5,50 m        | q             | 5,50 m             | 9                  |
| Dietmar Haaf      | Stabhochsprung | 8,21 m        | 2             | 8,22 m             | 4                  |
| André Müller      | Weitsprung     | 8,04 m        | 8             | 7,94 m             | 10                 |
| Ralf Jaros        | Dreisprung     | 16,88 m       | 11            | 16,76 m            | 9                  |
| Oliver-Sven Buder | Kugelstoßen    | 19,44 m       | 6             | 20,10 m            | 4                  |
| Kalman Konya      | Kugelstoßen    | 18,26 m       | 17            | nicht qualifiziert | nicht qualifiziert |
| Lars Riedel       | Diskuswurf     | 65,30 m       | 1             | 66,20 m            | Gold               |
| Wolfgang Schmidt  | Diskuswurf     | 65,18 m       | 2             | 64,76 m            | 4                  |
| Jürgen Schult     | Diskuswurf     | 62,56 m       | 9             | 63,12 m            | 6                  |
| Claus Dethloff    | Hammerwurf     | 73,54 m       | 10            | 72,96 m            | 10                 |
| Heinz Weis        | Hammerwurf     | 74,40 m       | 9             | 80,44 m            | Bronze             |
| Peter Blank       | Speerwurf      | 82,56 m       | 3             | 72,62 m            | 11                 |
| Raymond Hecht     | Speerwurf      | 81,92 m       | 7             | 70,58 m            | 12                 |
| Klaus Tafelmeier  | Speerwurf      | 72,42 m       | 33            | nicht qualifiziert | nicht qualifiziert |

#### Zehnkampf
| Name             | 100 m            | Weitsprung      | Kugelstoßen      | Hochsprung      | 400 m            | 110 m Hürden     | Diskuswurf       | Stabhochsprung  | Speerwurf        | 1500 m               | Punkte | Platz  |
| Thorsten Dauth   | 10,74 s 919 Pkt. | 6,99 m 811 Pkt. | 15,36 m 812 Pkt. | 2,03 m 831 Pkt. | 48,13 s 903 Pkt. | 14,88 s 864 Pkt. | 42,96 m 725 Pkt. | 4,30 m 702 Pkt. | 60,46 m 745 Pkt. | 4:28,09 min 757 Pkt. | 8069   | 10     |
| Michael Kohnle   | 10,90 s 883 Pkt. | 7,52 m 940 Pkt. | 14,47 m 757 Pkt. | 2,03 m 831 Pkt. | 49,63 s 832 Pkt. | 14,57 s 902 Pkt. | 42,28 m 711 Pkt. | 4,70 m 819 Pkt. | 58,68 m 718 Pkt. | 4:51,98 min 607 Pkt. | 8000   | 12     |
| Christian Schenk | 11,37 s 780 Pkt. | 7,55 m 947 Pkt. | 15,77 m 837 Pkt. | 2,18 m 973 Pkt. | 50,10 s 810 Pkt. | 15,26 s 818 Pkt. | 45,98 m 787 Pkt. | 4,90 m 880 Pkt. | 61,98 m 768 Pkt. | 4:22,58 min 794 Pkt. | 8394   | Bronze |

### Frauen

#### Laufdisziplinen
| Athletin | Disziplin    | Vorlauf      | Vorlauf | Viertelfinale | Viertelfinale | Halbfinale         | Halbfinale         | Finale             | Finale             |
| Athletin | Disziplin    | Zeit         | Platz   | Zeit          | Platz         | Zeit               | Platz              | Zeit               | Platz              |
| --- | ------------ | ------------ | ------- | ------------- | ------------- | ------------------ | ------------------ | ------------------ | ------------------ |
| Katrin Krabbe                                                                                                 | 100 m        | 11,23 s      | 6       | 10,91 s       | 2             | 10,94 s            | 3                  | 10,99 s            | Gold               |
| Andrea Philipp                                                                                                | 100 m        | 11,72 s      | 26      | 11,80 s       | 27            | nicht qualifiziert | nicht qualifiziert | –––                | –––                |
| Sabine Richter                                                                                                | 100 m        | 11,64 s      | 22      | 11,66 s       | 23            | nicht qualifiziert | nicht qualifiziert | –––                | –––                |
| Silke-Beate Knoll                                                                                             | 200 m        | 23,09 s      | 4       | 22,97 s       | 9             | 23,49 s            | 10                 | nicht qualifiziert | nicht qualifiziert |
| Katrin Krabbe                                                                                                 | 200 m        | 23,23 s      | 8       | 22,46 s       | 1             | 22,30 s            | 1                  | 22,09 s            | Gold               |
| Grit Breuer                                                                                                   | 400 m        | 52,56 s      | 10      | 52,16 s       | 13            | 50,14 s            | 2                  | 49,42 s            | Silber             |
| Karin Janke                                                                                                   | 400 m        | 53,73 s      | 23      | 53,08 s       | 18            | nicht qualifiziert | nicht qualifiziert | –––                | –––                |
| Birthe Bruhns                                                                                                 | 800 m        | 2:00,11 min  | 2       |               |               | 1:59,93 min        | 5                  | nicht qualifiziert | nicht qualifiziert |
| Sigrun Gau | 800 m        | 2:00,99 min  | 6       |               |               | nicht angetreten   | nicht angetreten   | –––                | –––                |
| Christine Wachtel                                                                                             | 800 m        | 2:01,45 min  | 10      |               |               | 1:59,10 min        | 1                  | 1:58,90 min        | 6                  |
| Ellen Kießling                                                                                                | 1500 m       | 4:09,23 min  | 16      |               |               |                    |                    | 4:04,75 min        | 5                  |
| Yvonne Mai | 1500 m       | 4:06,09 min  | 6       |               |               |                    |                    | 4:07,45 min        | 13                 |
| Anke Schäning                                                                                                 | 3000 m       | 8:56,02 min  | 12      |               |               |                    |                    | nicht qualifiziert | nicht qualifiziert |
| Claudia Dreher                                                                                                | 10.000 m     | 32:44,94 min | 32      |               |               |                    |                    | nicht qualifiziert | nicht qualifiziert |
| Uta Pippig | 10.000 m     | 32:00,76 min | 17      |               |               |                    |                    | 31:55,68 min       | 6                  |
| Kathrin Ullrich                                                                                               | 10.000 m     | 32:54,05 min | 5       |               |               |                    |                    | 31:38,96 min       | 4                  |
| Iris Biba | Marathon     |              |         |               |               |                    |                    | 2:33:48 h          | 9                  |
| Katrin Dörre                                                                                                  | Marathon     |              |         |               |               |                    |                    | 2:30:10 h          | Bronze             |
| Cornelia Oschkenat                                                                                            | 100 m Hürden | 13,55 s      | 28      |               |               | nicht qualifiziert | nicht qualifiziert | –––                | –––                |
| Kristin Patzwahl                                                                                              | 100 m Hürden | 13,08 s      | 7       |               |               | 13,11 s            | 9                  | 13,07 s            | 8                  |
| Gloria Siebert                                                                                                | 100 m Hürden | 13,29 s      | 15      |               |               | nicht qualifiziert | nicht qualifiziert | –––                | –––                |
| Gudrun Abt | 400 m Hürden | 56,16 s      | 14      |               |               | 56,17 s            | 15                 | nicht qualifiziert | nicht qualifiziert |
| Sabine Busch                                                                                                  | 400 m Hürden | 56,37 s      | 16      |               |               | 55,73 s            | 13                 | nicht qualifiziert | nicht qualifiziert |
| Heike Meißner                                                                                                 | 400 m Hürden | 56,00 s      | 12      |               |               | 54,77 s            | 7                  | 54,26 s            | 7                  |
| Grit Breuer, Katrin Krabbe, Sabine Richter und Heike Drechsler                                                | 4 × 100 m    | 41,91 s      | 1       |               |               |                    |                    | 42,33 s            | Bronze             |
| Uta Rohländer, Annett Hesselbarth (V), Christine Wachtel, Katrin Schreiter (V), Katrin Krabbe und Grit Breuer | 4 × 400 m    | 3:25,93 min  | 4       |               |               |                    |                    | 3:21,25 min        | Bronze             |
| Beate Anders                                                                                                  | 10 km Gehen  |              |         |               |               |                    |                    | 44:35 min          | 10                 |
| Katrin Born                                                                                                   | 10 km Gehen  |              |         |               |               |                    |                    | 44:39 min          | 11                 |
| Andrea Brückmann                                                                                              | 10 km Gehen  |              |         |               |               |                    |                    | 46:23 min          | 23                 |

#### Sprung-/Wurfdisziplinen
| Athletin         | Disziplin   | Qualifikation | Qualifikation | Finale             | Finale             |
| Athletin         | Disziplin   | Weite/Höhe    | Platz         | Weite/Höhe         | Platz              |
| ---------------- | ----------- | ------------- | ------------- | ------------------ | ------------------ |
| Heike Balck      | Hochsprung  | 1,88 m        | q             | 1,84 m             | 12                 |
| Heike Henkel     | Hochsprung  | 1,90 m        | q             | 2,05 m             | DR                 |
| Birgit Kähler    | Hochsprung  | 1,90 m        | q             | 1,93 m             | 5                  |
| Heike Drechsler  | Weitsprung  | 6,87 m        | 2             | 7,29 m             | Silber             |
| Helga Radtke     | Weitsprung  | 6,62 m        | 13            | nicht qualifiziert | nicht qualifiziert |
| Susen Tiedtke    | Weitsprung  | 6,85 m        | 14            | 6,77 m             | 5                  |
| Claudia Losch    | Kugelstoßen | 18,83 m       | 5             | 19,74 m            | 4                  |
| Kathrin Neimke   | Kugelstoßen | 18,59 m       | 8             | 18,83 m            | 8                  |
| Stephanie Storp  | Kugelstoßen | 19,52 m       | 2             | 19,50 m            | 6                  |
| Franka Dietzsch  | Diskuswurf  | 59,16 m       | 13            | nicht qualifiziert | nicht qualifiziert |
| Martina Hellmann | Diskuswurf  | 65,26 m       | 3             | 67,14 m            | 4                  |
| Ilke Wyludda     | Diskuswurf  | 67,72 m       | 1             | 69,12 m            | Silber             |
| Karen Forkel     | Speerwurf   | 68,14 m       | 1             | 57,90 m            | 12                 |
| Petra Meier      | Speerwurf   | 67,24 m       | 2             | 68,68 m            | Silber             |
| Silke Renk       | Speerwurf   | 65,24 m       | 5             | 66,80 m            | Bronze             |

#### Siebenkampf
| Name           | 100 m Hürden      | Hochsprung       | Kugelstoßen      | 200 m            | Weitsprung            | Speerwurf        | 800 m                | Punkte | Platz |
| Peggy Beer     | 13,41 s 1063 Pkt. | 1,79 m 966 Pkt.  | 12,97 m 725 Pkt. | 24,25 s 957 Pkt. | 6,34 m 956 Pkt.       | 43,66 m 738 Pkt. | 2:09,32 min 975 Pkt. | 6380   | 7     |
| Sabine Braun   | 13,32 s 1077 Pkt. | 1,91 m 1119 Pkt. | 13,62 m 769 Pkt. | 24,49 s 934 Pkt. | 6,67 m 1062 Pkt.      | 48,66 m 834 Pkt. | 2:16,09 min 877 Pkt. | 6672   | Gold  |
| Heike Tischler | 13,96 s 984 Pkt.  | 1,76 m 928 Pkt.  | 14,00 m 794 Pkt. | 24,63 s 921 Pkt. | nicht mehr angetreten | –––              | –––                  | 3627   | ––    |